# Onthophagus bufulus
Onthophagus bufulus là một loài bọ cánh cứng trong họ Bọ hung (Scarabaeidae).